# Clinton Avenue Historic District

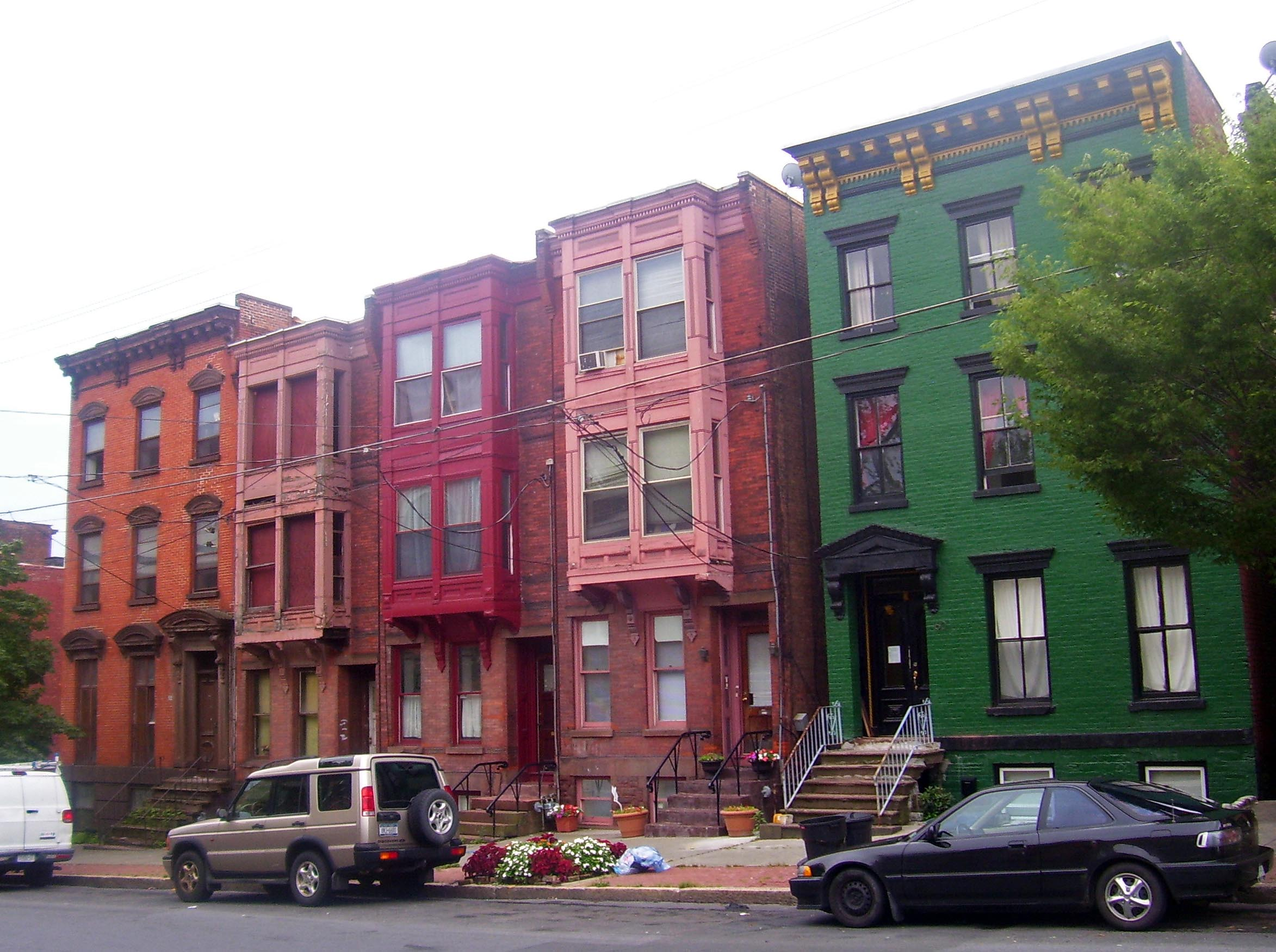
Nordseite der Gebäude 52-60 Clinton Avenue, 2008

Der Clinton Avenue Historic District ist ein Denkmalschutzgebiet in Albany, New York in den Vereinigten Staaten. Der Historic District umfasst eine Fläche von 28 Hektar an dieser Straße, die zwischen North Pearl Street (New York State Route 32) und Quail Street Teil des U.S. Highways 9 ist. Dazu gehören auch einige Straßenblöcke an benachbarten Straßen wie Lark Street und Lexington Street.
Die Besiedlung dieses Distrikts nahm ihren Anfang durch die Anlage des Clinton Squares an seinem östlichen Ende, kurz nach der Eröffnung des Eriekanals. Der Schriftsteller Herman Melville verbrachte ein Jahr seines Lebens in einem der Reihenhäuser an diesem Platz. Die Bebauung mit Reihenhäusern wurde zum Standard bei der Stadtentwicklung weiter in westlicher Richtung während der Industrialisierung. Heute sind 92 % der fast 600 Gebäude in dem historischen Distrikt Reihenhäuser in verschiedenen Architekturstilen, vor allem jedoch Häuser mit einem italienisch anmutenden Aussehen, von denen viele als Wohnungen der Mittelklasse aus spekulativen Absichten heraus errichtet wurden. Es handelt sich dabei um die größte Konzentration solcher Häuser in Albany. Mit Ausnahme von 20 Gebäuden sind alle Bauten innerhalb des Distrikts Contributing Propertys.
Viele sind im Innern und außen intakt geblieben. Das Gebiet wurde 1981 von der Stadt als historischer Bezirk eingestuft und 1988 dem National Register of Historic Places (NRHP) hinzugefügt. Stadtverfall wirkt sich immer noch auf den Distrikt aus, und die Stadt hat Bundeszuschüsse verwendet, um Revitalisierungs- und Stabilisierungsmaßnahmen durchzuführen.

## Geographie
Der Großteil des Distriktes erstreckt sich entlang des rund 2,5 km langen Abschnittes der Clinton Avenue zwischen Broadway und North Quail Street. In diesem Bereich steigt die Straße vom flachen Uferbereich neben dem Hudson River bis hinzu den westlichen Stadtvierteln an, zunächst steil an dem Kliff, das als Sheridan Hollow bekannt ist und dann etwas sanfter bis zur Kreuzung mit der North Quail Street, insgesamt 58 Höhenmeter. Bis zu dieser Stelle verläuft die Straße in einer für die Verhältnisse in Albany ziemlich großen Breite – an ihrem östlichen Ende, wo sie den Verkehr der Interstate 787 von der nahegelegenen Dunn Memorial Bridge aufnimmt, sogar mit getrennten Richtungsfahrbahnen.
Der historische Distrikt liegt damit direkt nördlich von Downtown Albany und den Regierungsgebäuden des Bundesstaates an der Empire State Plaza. Andere historische Distrikte, etwa Arbor Hill, Broadway-Livingston Avenue und Ten Broeck Triangle, grenzen im Norden an.
Die Begrenzung des Distrikts folgt weitgehend der rückwärtigen Grundstücksgrenze der Parzellen auf beiden Seiten der Clinton Avenue, es gibt jedoch Einschlüsse entlang von Seitenstraßen, in denen ähnliche Häuser gebaut wurden.
An seinem östlichen Ende, beginnend am Palace Theatre, schließt der Distrikt die westliche Seite der North Pearl Street (New York State Route 32) und die östliche Seite nördlich des modernen Leo O’Brien Federal Office Building ein. Drei Reihenhäuser entlang der südlichen Seite der Livingston Street gehören auch dazu; der Rest dieses Stadtviertel ist Teil des Arbor Hill-Ten Broeck Triangle Historic Districts. Das Gebiet östlich der Kreuzung mit der Livingston Street ist im Broadway–Livingston Avenue Historic District eingeschlossen.
Südlich der Kreuzung von Clinton Avenue und North Pearl Street sind die beiden noch bestehenden Reihenhäuser am Clinton Place eingeschlossen. Sie sind die beiden ältesten Bauwerke im Distrikt. Die Anwesen auf beiden Seiten der Kreuzung mit der Ten Broeck Street gehören nicht dazu. Dann verläuft die Distriktsgrenze westwärts entlang der Rückseite der Anwesen an der Clinton Avenue bis zur Kreuzung mit dem südlichen Teil der Lark Street, wo U.S. Highway 9W vom Highway 9 nach Süden abzweigt und bis zur George Washington Bridge in Fort Lee, New Jersey führt. Die Distriktsgrenze folgt der Lark Street für mehrere Blöcke bis zur Elk Street und schließt die aus neun Bauten bestehende Häuserreihe an der Nordseite der Elk Street östlich der Lark Street ein.
An der nächsten Kreuzung, der Henry Johnson Boulevard führt hier nach Süden, biegt US 9 auf den nordwärts führenden Northern Boulevard und lässt die Clinton Avenue hinter sich. Die Distriktgrenze folgt weiter den Grundstücksgrenzen der Clinton Avenue bis zur Lexington Avenue, von wo sie die Häuser auf der westlichen Straßenseite bis etwa zur Hälfte zwischen First und Second Street einschließt, sowie kurze Reihen von Häusern auf beiden Seiten der First Street westlich ihrer Kreuzung mit der Lexington Avenue. Anschließend verläuft die Distriktgrenze entlang der Clinton Avenue für den Rest ihres Verlaufes bis zur Quail Street, wobei 2 Judson Street nur deswegen zum Distrikt gehört, weil es als Eckhaus über eine Seite zur Clinton Avenue verfügt.
Die 70 Acre (28 ha) innerhalb der Distriktsgrenzen sind städtischen Charakters und fast vollständig bebaut, nur wenige Parzellen sind vakant. Insgesamt liegen im Distrikt 576 Gebäude, von denen nur 20 als nicht zum historischen Charakter beitragend gelten. Die meisten dieser nicht beitragenden Bauwerke sind moderne Gewerbebauten wie Supermärkte und Tankstellen. Von den 556 historisch beitragenden Bauwerken sind 530 (rund 92 %) zwei- oder dreistöckige Reihenhäuser aus Backsteinen, die im Laufe eines Jahrhunderts erbaut wurden und verschiedene Architekturstile widerspiegeln. Der Rest der historischen Bebauung wird durch das Theater, Kirchen, ein altes Polizeirevier und zwei Schulen gebildet.

## Geschichte
Die Bebauung der Clinton Avenue von der nördlichen Grenze der City of Albany bis hin zu den dicht bebauten städtischen Wohnvierteln erfolgte parallel zum Wachstum der Stadt während der Periode, die für den historischen Distrikt historisch signifikant ist, zeigt somit das Ergebnis der Änderungen der wirtschaftlichen Bedeutung der Stadt zwischen von 1820 und 1931 auf. Diese Phase beginnt mit der Anlage des Clinton Squares und endet mit dem Bau des Palace Theatre an derselben Kreuzung über ein Jahrhundert später.

### Von der Kolonialzeit bis nach der Unabhängigkeit
Als Albany 1686 von den Briten die Gründungsurkunde erhielt, wurde die spätere Trasse der Clinton Avenue als nördliche Grenze der Stadt festgelegt. Das Land nördlich davon unterlag der Herrschaft durch die Familie van Rensselaer. Ein Jahrzehnt vor der Amerikanischen Revolution ließ Stephen van Rensselaer II das Gebiet direkt nördlich der Stadt vermessen und einen Katasterplan anlegen. Nach dem Erreichen der Unabhängigkeit wurde das Gebiet 1795 zur Town of Colonie.
Die Bevölkerung in dem Gebiet nahm zu und die geplanten Straßen wurden zur Realität. Um 1815 lebten bereits rund eintausend Menschen zwischen dem Fluss und der Straße, die später zum Northern Boulevard wurde, sodass Albany das Gebiet annektierte und als Fifth Ward in sein Stadtgebiet eingliederte.
Die Bebauung des Gebietes nahm zu, als Anfang der 1820er Jahre der Eriekanal, der eine kurze Distanz nördlich von Albany in den Hudson River mündet, fertiggestellt wurde. 1828 machten die Bewohner eine Eingabe zum Common Council mit dem Verlangen auf die Verbesserung der Kreuzung von Clinton Avenue und North Pearl Street. Diese Zone geriet zunehmend ins Blickfeld von Besuchern der Stadt, weil sie zwischen dem Kanalhafen und der Downtown liegt. Ein kleiner Park, der damals als eine der großen Errungenschaften der Stadt erachtet wurde, wurde an dieser Kreuzung angelegt. Die Anlage dieses Parks markiert den Beginn der Bebauung des heutigen historischen Distriktes und seiner Geschichte.

### Frühes 19. Jahrhundert

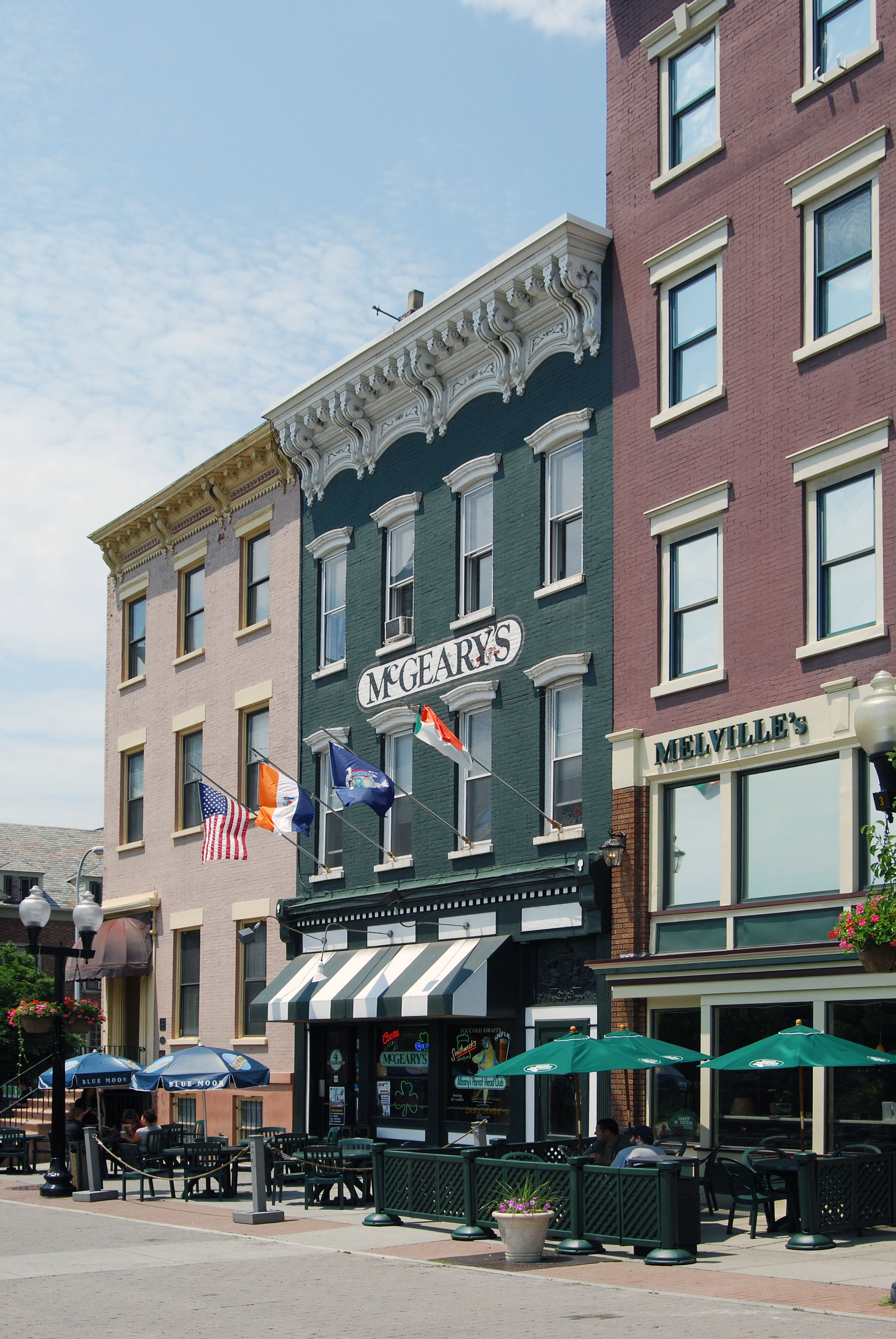
3-5 Clinton Place, heute ein Pub

In den 1830er Jahren wurden viele der heruntergekommenen Häuser um den Platz aus der Kolonialzeit abgerissen und die ersten Reihenhäuser entstanden, wobei deren Ornamentierung die zeitgenössische klassizistische Architektur reflektierten. Von diesen Bauten existieren nur noch zwei Häuser, 3 und 5 Clinton Place. Herman Melville wohnte 1843 in Nummer 3.
Die Reihenhäuser am Clinton Place setzten den Standard für die weitere Bebauung des Stadtviertels, als das Jahrhundert fort schritt. Es war ein Zusammentreffen von Bautraditionen der frühen niederländischen Siedler, bei der ein langes und schmales Grundstück fast vollständig von dem Haus eingenommen wurde und der mehr durch die Engländer beeinflussten Bauweise, die von den Bewohnern Albanys des frühen 19. Jahrhunderts bevorzugt wurde, da diese zu einem großen Teil von Neuengland aus nach Westen gezogen waren.
Die North Pearl Street war zu jener Zeit bis hin zur Livingston Avenue fertiggestellt und die ersten Eisenbahnstrecken erreichten die Stadt. Die Gleise der Mohawk and Hudson Railroad führten etwa einem Kilometer nördlich der Clinton Avenue in die Stadt. Auf ihr wurde Bauholz aus den weitläufigen Wäldern in den Adirondack Mountains und in Western New York transportiert. Der Bau der Eisenbahn löste entlang der Clinton Avenue in den 1840er Jahren einen Bauboom aus. Die ältesten Reihenhäuser entlang der Straße, die drei Gebäude zwischen den Nummern 65 und 75, waren Teil einer Gruppe von sechs Gebäuden, die der ortsansässige Landbesitzer Thomas Ludlow 1845 aus spekulativen Motiven errichten ließ.

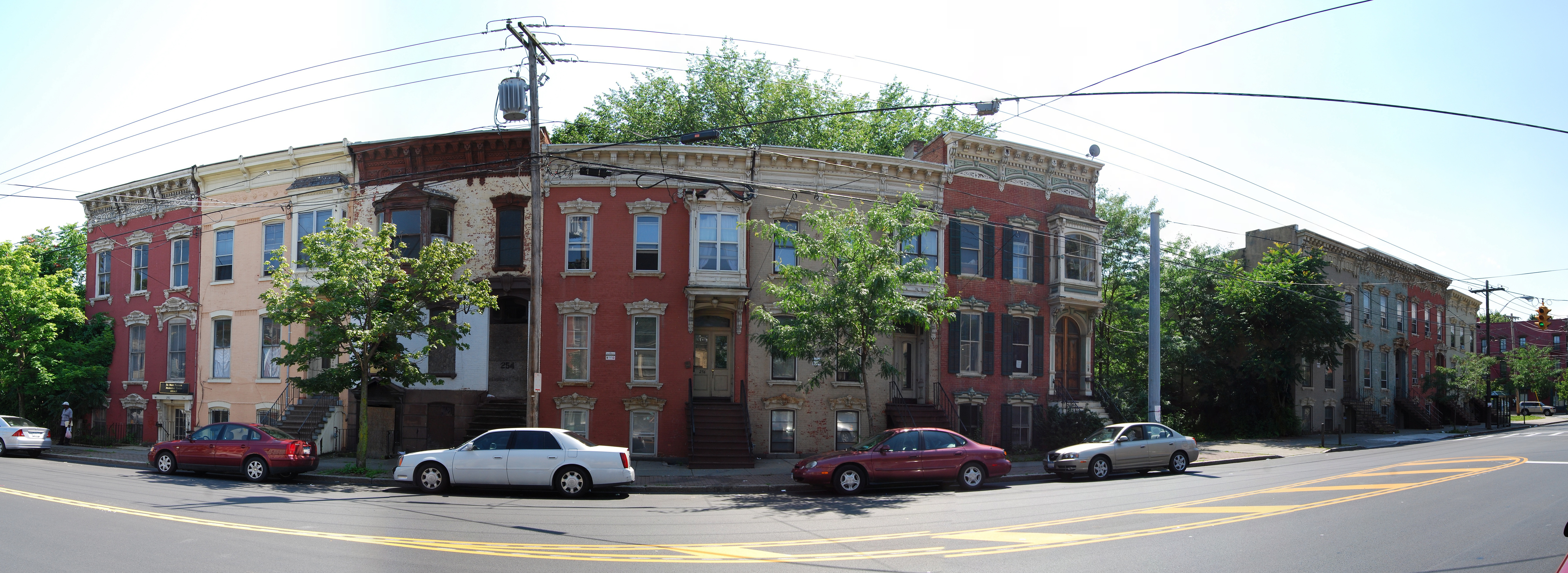
Hausreihe 252–270 Clinton Avenue im Italianate-Stil, ein Haus fehlt

In den 1850er Jahren wurde die Clinton Avenue vor allem zwischen North Pearl und Swan Street bebaut. Die in jener Zeit gebauten Häuser reflektieren frühe Adaptionen des Italianate-Stil mit seiner Präferenz für Gesimse mit Kragsteinen wider. Diese Stilelemente wurden vor dem Sezessionskrieg üblicherweise aus Sandstein gefertigt, danach verwendete man dabei Holz. Dieser Baustil dominierte die an der Clinton Avenue gebauten Reihenhäuser bis etwa 1880; selbst heute ist die Mehrzahl der Bauten in dem historischen Distrikt in diesem Stil gehalten. Die Häuser 133–143 Clinton Avenue aus dem Jahr 1851 sind ein Beispiel für Italianate-Reihenhäuser des Antebellum. Die noch vollständige Häuserreihe 250–272 Clinton Avenue zeigt die Anwendung dieses Baustils aus der Nachkriegsperiode.
Die Bevölkerung wuchs stark genug, dass School 5, heute eine Kirche, in 226-228 North Pearl Street gebaut wurde. Der Drang zur Bebauung am westlichen Ende der Clinton Avenue setzte später in den 1950er Jahren ein, als Erastus Corning mehrere der Eisenbahngesellschaften New Yorks zur New York Central Railroad zusammenfasste. Um die Bedürfnisse zum Unterhalt des Wagenparks der neuen Eisenbahngesellschaft zu gewährleisten, ließ er nördlich der Clinton Avenue auf der Westseite des Northern Boulevard ein Bahnbetriebswerk aufbauen. Diese Einrichtung verfügte über den größten Viehhof der Vereinigten Staaten östlich von Chicago. Die Stadt selbst erweiterte in den 1960er Jahren ihre Pferdebahn nach Westen entlang des früheren Schenectady Turnpike, der heutigen Central Avenue. Dadurch wurde die Erschließung der Straßenblöcke am westlichen Ende des heutigen historischen Distriktes möglich. Viele der mit Schindeln verkleideten Häuser wurden von Deutschamerikanern bezogen.

### Spätes 19. Jahrhundert

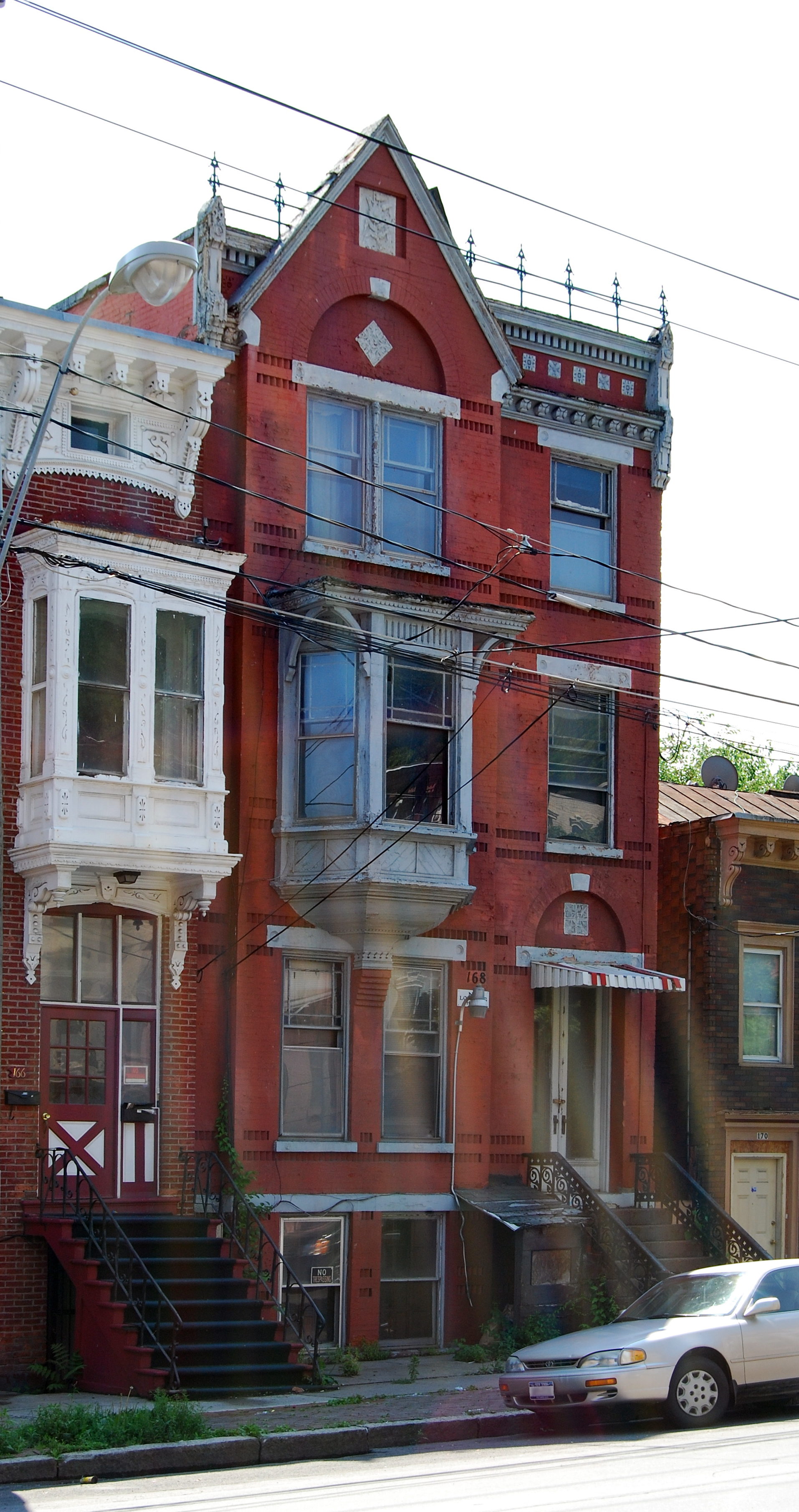
Reihenhaus 168 Clinton Avenue im Queen Anne Style

1867 erbaute die Stadt eine Feuerwache in  126 Clinton Avenue. Dies ging der 1870 vorgenommenen Annektierung des Landes auf der westlichen Seite des Northern Boulevard voraus, womit die gesamte Clinton Avenue innerhalb der Stadtgrenzen lag. 1872 nahm die Stadt eine Pferdebahnlinie entlang der Clinton Avenue in Betrieb, die von der North Pearl Street zur Lexington Street führt, was die Downtown besser mit diesem Viertel verband. Die Gegend wurde somit begehrtere und Wohnhäuser ersetzten nach und nach die Ziegeleien, die sich zuvor dort befanden.
Die Jahrzehnte des Gilded Age brachten einen Bauboom entlang der Clinton Avenue mit sich. Viele der verbliebenen unbebauten Parzellen, insbesondere im westlichen Teil der Straße, wurden gekauft und zu Spekulationszwecken mit Reihenhäusern bebaut. Die meisten davon wurden an zuziehende Arbeiter und Handwerker vermietet. Die Bebauung schritt bis zur Lark Street voran, der ersten Straße westlich der Downtown von Albany, die die später zugeschüttete Sheridan-Hollow-Schlucht querte. Nach der Annektierung wurde auch die Lexington Street eine Blöcke nach Norden verlängert und auch hier entstanden aus Backstein gebaute Reihenhäuser.
Die Bautätigkeit setzte sich in den 1880er Jahren fort, und einige der früher entstandenen Häuser wurden abgerissen, um Neubauten Platz zu machen. Der Italianate-Stil trat langsam ab und die Bauherren experimentierten mit dem Richardsonian Romanesque und dem Queen Anne Style. Hope Baptist Church, am westlichen Ende der Häuserreihe McPherson Terrace nördlich der Clinton Avenue westlich der Judson Street ist das am stärksten ausgeprägte Bauwerk im Richardson Romanesque innerhalb des Distrikts. Der Queen Anne Style ist Grundlage für die Erkerfenster des Hauses 5 Wilson Street (an der Ecke zur North Pearl Street) und für die Reihe identischer Häuser mit Bogenfenstern im ersten Stock in 152½, 154 and 154½ sowie für das Haus 168 Clinton Avenue mit seinem hervorstehenden Pavillon mit Satteldach. Die beiden Baustile fügen sich zusammen in einer mit Steinblöcken gemauerten Häuserreihe zwischen Lexington und Robin Street. Der neugotische Stil wurde 1883 beim Bau der früheren St. Luke’s Methodist Church an der nordwestlichen Ecke der Kreuzung mit der Lexington Street verwendet.
Die Bautätigkeit verlangsamte sich in den 1890er Jahren, weil der größte Teil des Gebietes bereits bebaut war, sodass sich Neubauten vor allem auf das Füllen der verbliebenen vakanten Parzellen beschränkten. Unter den bedeutendsten dieser Ergänzungen war die Vervollständigung des östlichen Endes der McPherson Terrace.

### 20. Jahrhundert

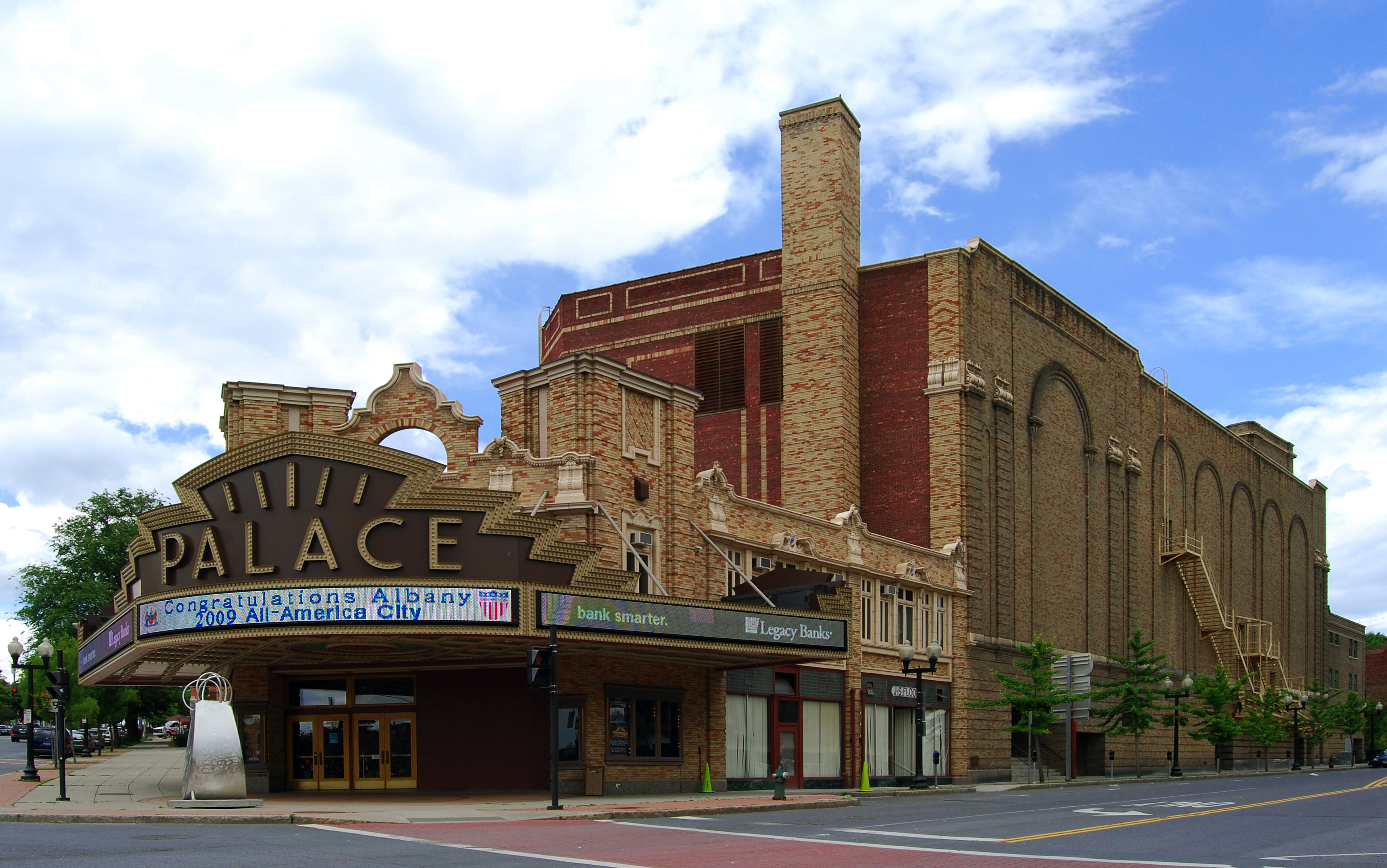
Palace Theatre

Weil der heutige historische Distrikt bereits in den 1890er Jahren weitgehend bebaut war, hatten die architektonischen Strömungen des frühen 20. Jahrhunderts nur wenig Wirkung auf ihn. 1905 wurde an der südwestlichen Ecke der Kreuzung von Clinton Avenue und Lexington Avenue ein American Foursquare errichtet und einige weitere Reihenhäuser aus Steinen und Backsteinen entstanden im selben Jahrzehnt an der North Pearl Street. Die meisten Gebäude, die zu Beginn des 20. Jahrhunderts gebaut wurden, dienten öffentlichen Zwecken, wie etwa das 1911 gebaute neoklassizistische Polizeirevier in 222 Pearl Street. Das jüngste beitragende Gebäude des historischen Distriktes ist das 1931 eröffnete Palace Theatre an der Kreuzung von Clinton Avenue und North Pearl Street, wo seine Geschichte ihren Anfang nahm und womit die Periode endet, die für den historischen Distrikt signifikant ist.
Das Gebiet blieb die erste Hälfte des 20. Jahrhunderts hindurch ein lebhaftes Wohnviertel. Als nach dem Zweiten Weltkrieg die Suburbanisierung einsetzte und viele aus der Stadt zogen, wurden sie durch ärmere Bewohner ersetzt, insbesondere westlich des Northern Boulevard, die es sich nicht leisten konnten Kredite oder Darlehen zur Renovierung ihrer Wohnungen zu erhalten. Während der 1960er und 1970er Jahren zeigte das Gebiet erste Anscheinungen des städtischen Verfalls und es kam zu Leerstand und Vernachlässigung von Gebäuden.
Der Distrikt war zu keiner Zeit Ziel der Planung einer umfassenden Stadterneuerung. Nach einigen Abrissen an seinem östlichen Ende gegen Ende der 1970er Jahre qualifizierte sich das Gebiet für Community Development Block Grants (CDBGs). Die City of Albany, die das Palace Theatre 1969 gekauft hatte, wies 1981 das Gebiet um Clinton Avenue und North Pearl Street als historischen Distrikt aus. Einige Jahre später nahm die Stadtverwaltung 82 Reihenhäuser zwischen North Pearl Street und Northern Boulevard in ein Nachbarschaftstabilisierungsprogramm auf. Diese Bemühungen erreichten ihren Höhepunkt, als der historische Distrikt 1984 in das National Register aufgenommen wurde.

## Clinton Avenue heute

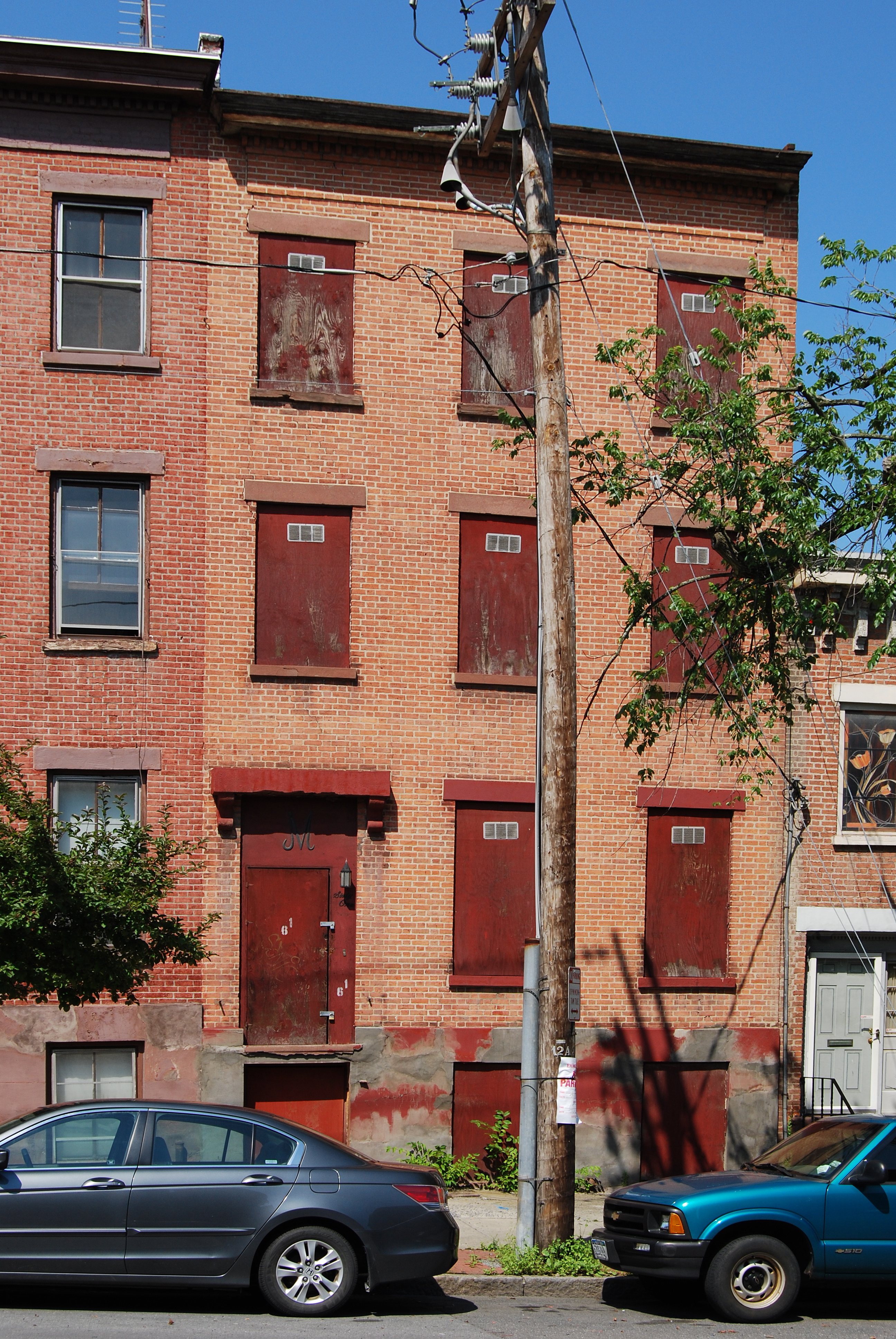
Leerstehende Häuser sind ein Zeichen des Stadtverfalls

Neubauten oder Erweiterungsmaßnahmen innerhalb des Distrikts müssen von der städtischen Historic Resources Commission (HRC) bewertet werden. Dabei handelt es sich um eine Gruppe von neun Bürgern der Stadt, die ein Interesse am Denkmalschutz zeigen und vom Bürgermeister in dieses Amt bestimmt werden. Diese Stabilisierungsbemühungen haben noch nicht Wirkung auf den gesamten historischen Distrikt gezeigt. In einigen Straßenblöcken, speziell westlich des Northern Boulevards, sind Häuser immer noch dem Verfall ausgesetzt und einige Ladenfronten sind ungenutzt.